# Парламентские выборы в Гватемале (1948)
Парламентские выборы в Гватемале прошли с 26 по 28 ноября 1948 года. На них переизбиралась половина парламента. В результате альянс Партии национального обновления и Партии революционного действия получил наибольшее число мест, но Фронт народного освобождения остался крупнейшей парламентской партией.
Выборы отметились активным противостоянием между сторонниками курса президента Хуана Хосе Аревало, который вёл страну по пути демократизации и либерализации, а также упрощения трудовых отношений, и богатой консервативной элиты, стремившейся к сохранению статуса кво. В частности они подкупили влиятельного политика Франсиско Арана, который поддерживал несколько консервативных кандидатов. Однако ни один из последних так и не прошёл в парламент.

## Результаты
| Партия                                                         | Голоса | % | Места    | Места |
| Партия                                                         | Голоса | % | Получено | Всего |
| -------------------------------------------------------------- | ------ | - | -------- | ----- |
| Партия национального обновления-Партия революционного действия |        |   | 14       | 24    |
| Фронт народного освобождения                                   |        |   | 9        | 27    |
| Республиканско-демократическая партия рабочих                  |        |   | 7        | 9     |
| Патриотический союз                                            |        |   | 4        | 4     |
| Независимые                                                    |        |   | 0        | 1     |
| Вакантные места                                                |        |   | -        | 3     |
| Недействительных/пустых бюллетеней                             |        | - | -        | -     |
| Всего                                                          |        |   | 34       | 68    |